# سیارک ۲۷۳۷۴
سیارک ۲۷۳۷۴ (به انگلیسی: 27374 Yim، نامگذاری:2000ER47)۲۷۳۷۴مین سیارک کشف شده‌است که در ۰۹ مارس ۲۰۰۰ کشف شد.